# Pouillé (Viena)
Pouillé és un municipi francès situat al departament de la Viena i a la regió de la Nova Aquitània. L'any 2007 tenia 589 habitants.

## Demografia

### Població
El 2007 la població de fet de Pouillé era de 589 persones. Hi havia 207 famílies de les quals 29 eren unipersonals (8 homes vivint sols i 21 dones vivint soles), 68 parelles sense fills, 106 parelles amb fills i 4 famílies monoparentals amb fills.
La població ha evolucionat segons el següent gràfic:
Habitants censats

### Habitatges
El 2007 hi havia 221 habitatges, 208 eren l'habitatge principal de la família, 6 eren segones residències i 6 estaven desocupats. 219 eren cases i 2 eren apartaments. Dels 208 habitatges principals, 178 estaven ocupats pels seus propietaris, 29 estaven llogats i ocupats pels llogaters i 2 estaven cedits a títol gratuït; 1 tenia una cambra, 6 en tenien dues, 29 en tenien tres, 58 en tenien quatre i 114 en tenien cinc o més. 185 habitatges disposaven pel capbaix d'una plaça de pàrquing. A 74 habitatges hi havia un automòbil i a 124 n'hi havia dos o més.

### Piràmide de població
La piràmide de població per edats i sexe el 2009 era:
| Homes | Edats   | Dones |
| ----- | ------- | ----- |
| 0     | 95 o +  | 0     |
| 0     | 90 a 94 | 0     |
| 0     | 85 a 89 | 8     |
| 0     | 80 a 84 | 0     |
| 4     | 75 a 79 | 4     |
| 16    | 70 a 74 | 4     |
| 8     | 65 a 69 | 8     |
| 24    | 60 a 64 | 16    |
| 16    | 55 a 59 | 8     |
| 4     | 50 a 54 | 8     |
| 0     | 45 a 49 | 12    |
| 36    | 40 a 44 | 32    |
| 24    | 35 a 39 | 28    |
| 28    | 30 a 34 | 20    |
| 8     | 25 a 29 | 20    |
| 8     | 20 a 24 | 8     |
| 16    | 15 a 19 | 12    |
| 24    | 10 a 14 | 16    |
| 24    | 5 a 9   | 20    |
| 20    | 0 a 4   | 12    |

## Economia
El 2007 la població en edat de treballar era de 387 persones, 309 eren actives i 78 eren inactives. De les 309 persones actives 286 estaven ocupades (153 homes i 133 dones) i 23 estaven aturades (12 homes i 11 dones). De les 78 persones inactives 23 estaven jubilades, 34 estaven estudiant i 21 estaven classificades com a «altres inactius».

### Ingressos
El 2009 a Pouillé hi havia 227 unitats fiscals que integraven 615 persones, la mediana anual d'ingressos fiscals per persona era de 18.844 €.

### Activitats econòmiques
Dels 20 establiments que hi havia el 2007, 1 era d'una empresa alimentària, 2 d'empreses de fabricació d'altres productes industrials, 8 d'empreses de construcció, 4 d'empreses de comerç i reparació d'automòbils, 3 d'empreses immobiliàries, 1 d'una empresa de serveis i 1 d'una empresa classificada com a «altres activitats de serveis».
Dels 10 establiments de servei als particulars que hi havia el 2009, 2 eren paletes, 1 guixaire pintor, 3 fusteries, 1 lampisteria, 2 electricistes i 1 agència immobiliària.
L'any 2000 a Pouillé hi havia 13 explotacions agrícoles que ocupaven un total de 1.700 hectàrees.

## Equipaments sanitaris i escolars
El 2009 hi havia una escola elemental integrada dins d'un grup escolar amb les comunes properes formant una escola dispersa.

## Poblacions més properes
El següent diagrama mostra les poblacions més properes.